# Гилиб
Гилиб — село в Чародинском районе Дагестана. Административный центр Гилибского сельсовета.
Расположено на реке Тлейсерух (Каракойсу) примерно в 15 км к югу от села Цуриб (райцентр) и в 115 км к юго-западу от Махачкалы.
В 1953 году путём объединения четырёх колхозов (имени Сталина, имени 22-го партсъезда, имени Калинина и Кагановича) в селе был создан колхоз имени Карла Маркса.
| 1869 | 1888 | 1895 | 1926 | 1939 | 1970 | 1989 |
| ---- | ---- | ---- | ---- | ---- | ---- | ---- |
| 375  | ↗406 | ↗463 | ↘438 | ↗458 | ↗735 | ↘616 |
| 2002 | 2010 | 2021 |      |      |      |      |
| ↘562 | ↗642 | ↗891 |      |      |      |      |